# Liana Millu

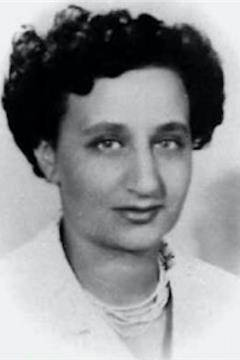
Liana Millu

Liana Millu (geboren 21. Dezember 1914 in Pisa; gestorben 6. Februar 2005 in Genua) war eine italienische Schriftstellerin und Überlebende des Holocaust.

## Biografie
Die Tochter eines jüdischen Ehepaares verlor früh ihre Mutter und wuchs bei ihren Großeltern mütterlicherseits auf. Ihr Vater, von Beruf Bahnhofsvorsteher, lebte weit von seiner Familie entfernt.
Schon sehr früh begann sie sich für Journalismus zu interessieren und verfasste Artikel für die Livornesische Tageszeitung Il Telegrafo, die sie mit dem Namen Millu signierte, einer abgeänderten Form ihres ursprünglichen Namens Millul.
Ab 1937 unterrichtete Millu an einer Schule in Montolivo nahe Volterra. Daneben war sie weiterhin als Journalistin tätig. Wegen der im faschistischen Italien eingeführten rassistischen Gesetzgebung wurde Millu gekündigt. Sie arbeitete daraufhin als Hauslehrerin bei einer jüdischen Familie in Florenz, ehe sie 1940 nach Genua übersiedelte, wo sie zwar verschiedene Berufe ausübte, aber weiterhin schriftstellerisch tätig war: Unter dem Pseudonym Nàila – Anagramm ihres Vornamens Liana – veröffentlichte sie in der Zeitschrift Settimo Giorno zwei Erzählungen, Il collega sowie Monte Pio.

## Im Widerstand
Nach dem Waffenstillstand am 8. September 1943 war Millu aktiv im italienischen Widerstand tätig: Sie trat der Untergrundorganisation Otto bei (abgeleitet vom Namen des Gründers, Ottorino Balduzzi), die unter anderem die Aufgabe hatte, den Kontakt zwischen Engländern, Amerikanern und englischen Häftlingen der aufgelösten Kriegsgefangenenlager herzustellen.
Während einer Mission für ihre Organisation wurde Millu nach einer Denunzierung in Venedig verhaftet. Nach der Internierung im Durchgangslager Fossoli wurde sie ins KZ Auschwitz-Birkenau deportiert. Von dort aus wurde sie ins KZ Ravensbrück und schließlich nach Malkow in der Nähe von Stettin transferiert, wo sie zur Zwangsarbeit in einer Rüstungsfabrik eingesetzt wurde.
Im Mai 1945 wurde Millu nach knapp einem Jahr Gefangenschaft befreit und kehrte im August nach Italien zurück.
Später griff sie ihre Funktion als Lehrerin wieder auf und widmete sich ab ihrer Heimkehr den Erzählungen über ihre Deportation.

## Werke
Ihr Buch Der Rauch über Birkenau, das die Erlebnisse sechs weiblicher Mithäftlinge während ihrer Gefangenschaft in Birkenau schildert, erschien 1947, demselben Jahr der ersten Ausgabe von Ist das ein Mensch? von Primo Levi, mit dem sie gut befreundet war. Wie Millu selbst sagte, begann sie bereits in den ersten Tagen nach der Befreiung mit der Arbeit an diesem Werk.
Ihr zweites Buch, der Roman Die Brücke von Schwerin, erschien 1978 und erzählt von ihrer Heimkehr und der Zeit nach der Gefangenschaft.
Anfang der 1980er Jahre erarbeitete sie gemeinsam mit Rosario Fucile Dalla Liguria ai campi di sterminio (Von Ligurien in die Vernichtungslager), das von der Region Ligurien gemeinsam mit der Organisation ANED, der Vereinigung ehemaliger italienischer Deportierter, veröffentlicht wurde. Millu selbst war viele Jahre in der ANED tätig und bekleidete wichtige Positionen.

## Bibliografie

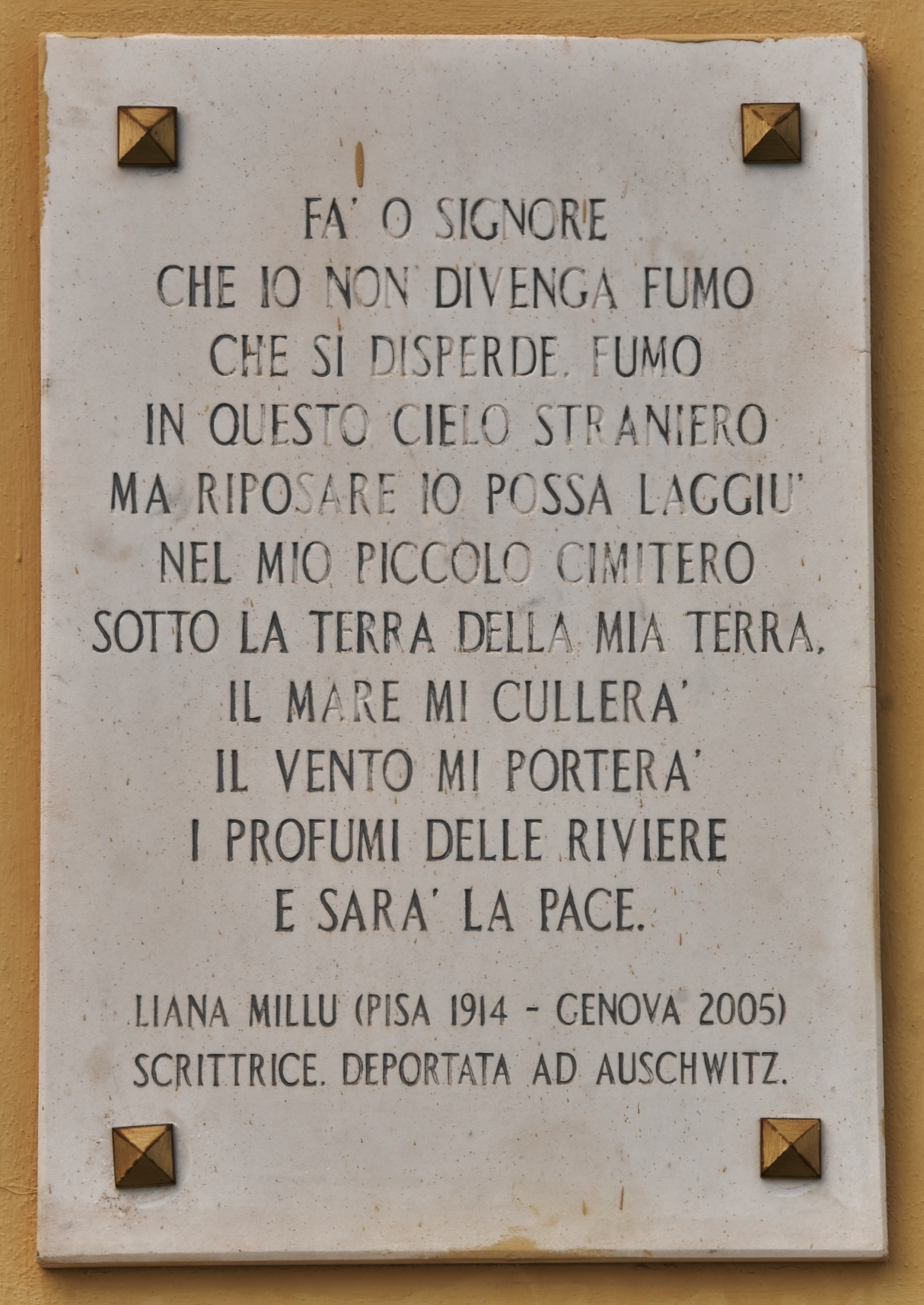
Gedenktafel in Genua

- Il fumo di Birkenau, Florenz: La Giuntina, neue Ausgabe 2008, ISBN 9788885943285
- I ponti di Schwerin, Poggibonsi: Lalli 1978, ISBN 9788880121121
- Dalla Liguria ai campi di sterminio
- La camica di Josepha, Genua: ECIG 1988, ISBN 9788875452506
- Dopo il fumo. Sono il n. A-5384 di Auschwitz-Birkenau, Brescia: Morcelliana 1990, ISBN 9788837217457
- Tagebuch: Il diario del ritorno dal lager, Florenz: La Giuntina 2006, ISBN 9788880572459 (posthum veröffentlicht)
- Campo di betulle: Shoah, l'ultima testimonianza di Liana Millu, Florenz: La Giuntina 2006, ISBN 9788880572503 (posthum veröffentlicht)

Auf Deutsch erschienen:
- Der Rauch über Birkenau, München: Kunstmann, 1998, ISBN 9783888971792.
- Die Brücke von Schwerin, München: Kunstmann, 2000, ISBN 9783888972003.
- Der Bleistiftstummel aus Mecklenburg [Erzählung], In: Sinn und Form, 3/2000